# 里弗斯 (新墨西哥州)
里弗斯（英語：Rivers）是位於美國新墨西哥州卡特倫縣的普查規定居民點。

## 人口
根據2020年美國人口普查的數據，里弗斯的面積為5.81平方千米，皆為陸地。當地共有人口22人，而人口密度為每平方千米3.79人。